# Olszanka (rejon kowelski)
Olszanka (ukr. Вільшанка) – wieś na Ukrainie w rejonie kowelskim, w obwodzie wołyńskim. Miejsce urodzenia Jerzego Hryniewskiego.
W II Rzeczypospolitej miejscowość wchodziła w skład gminy wiejskiej Pulemiec w powiecie lubomelskim województwa wołyńskiego.
Do 2020 w rejonie szackim.

## Urodzeni w Olszance
- Jerzy Hryniewski – polski polityk, poseł na Sejm w II RP, powstaniec warszawski, premier rządu RP na uchodźstwie[2].